# アンドレ・スミス
アンドレ・スミス（Andre Smith、1985年2月21日 - ）アメリカ合衆国・ミネソタ州セントポール出身のバスケットボール選手。ポジションはフォワード。背番号44。203cm、100kg。

## 略歴
ノースダコタ州立大学で活躍し、卒業後スイスリーグを経て、2007-2008シーズン途中から新潟アルビレックスBBに加入した。アルビレックスを退団後は、ブリティッシュ・バスケットボール・リーグのエバートン・タイガースやターキッシュ・バスケットボール・リーグのPınar Karşıyaka、セリエAのユーベ・カセルタ、ロシアのクラスニエ・クリリア・サマラでプレーした。